# Oliveira do Conde
Oliveira do Conde é uma povoação portuguesa sede da Freguesia de Oliveira do Conde do Município de Carregal do Sal, freguesia que tem 35,24 km² de área e 2798 habitantes (censo de 2021), tendo, por isso, uma densidade populacional de 79,4 hab./km².
Oliveira do Conde foi vila e sede de concelho entre 1286 e o início do século XIX. Este era constituído pelas freguesias de Beijós, Cabanas e Oliveira do Conde. Tinha, em 1801, 4 900 habitantes.

## Localidades
Além da sede, a Freguesia de Oliveira do Conde engloba as seguintes localidades:
- Alvarelhos;
- Azenha;
- Carregal do Sal, zona leste da vila.
- Fiais da Telha;
- Oliveirinha;
- Vila Meã;
- Travanca de São Tomé;

## Demografia
A população registada nos censos foi:
| Distribuição da População por Grupos Etários | Distribuição da População por Grupos Etários | Distribuição da População por Grupos Etários | Distribuição da População por Grupos Etários | Distribuição da População por Grupos Etários |
| -------------------------------------------- | -------------------------------------------- | -------------------------------------------- | -------------------------------------------- | -------------------------------------------- |
| Ano                                          | 0-14 Anos                                    | 15-24 Anos                                   | 25-64 Anos                                   | > 65 Anos                                    |
| 2001                                         | 524                                          | 460                                          | 1681                                         | 648                                          |
| 2011                                         | 424                                          | 355                                          | 1575                                         | 768                                          |
| 2021                                         | 295                                          | 263                                          | 1343                                         | 897                                          |

## Património
- Casas Senhoriais:
  - Albergaria:
    - Casa do Passadiço;

  - Alvarelhos:
    - Casa da Fidalga, também conhecido pelo Solar da Fidalga ou Solar de Alvarelhos.
    - Casa da Dona Felismina do Carmo Campos;

  - Fiais da Telha:
    - Casa da Barreirinha, também conhecida pela Casa Solarenga da Barreirinha;

  - Oliveira do Conde:
    - Casa dos Seia, funcionou uma cadeia e alguns serviços do extinto município de Oliveira do Conde;
    - Casa da Quinta do Boiço;
    - Solar dos Soares de Albergaria, classificada como Imóvel de Interesse público;
    - Solar dos Viscondes, também conhecido pela Casa da Quinta;

- - Oliveirinha:
    - Casa de Dona Maria de Neves, também conhecida por Casa de Oliveirinha;

- - Travanca de São Tomé:
    - Casa de Cabriz, localizada na zona sul da aldeia e perto da Ribeira de Cabanas;

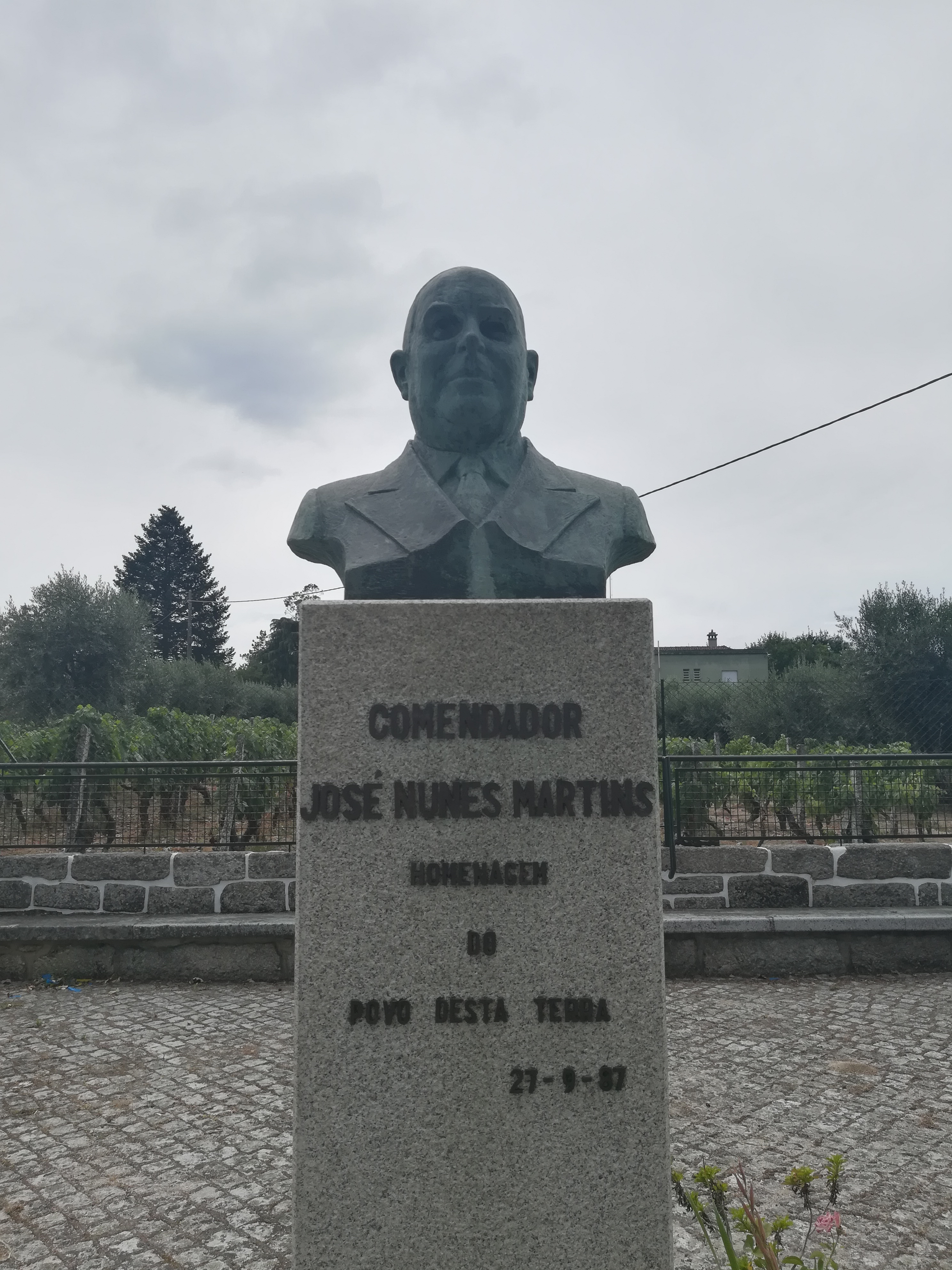
Busto Comendador José Nunes Martins

    - Busto Comendador José Nunes MartinsCasa dos Garcia de Mascarenhas, também conhecida pelo Solar dos Garcia de Mascarenhas;

- - Outros:
    - Dólmen da Orca, Lapa da Orca ou Orca de Fiais da Telha
    - Igreja Matriz de Oliveira do Conde / Túmulo de Fernão Gomes de Góis, de João Afonso (escultor)
    - Capela de Nossa Senhora dos Carvalhais
    - Pelourinho de Oliveira do Conde
    - Busto de homenagem ao Comendador José Nunes Martins

## Associações locais
- Alvarelhos:
  - Associação Recreativa e Desportiva de Alvarelhos;
- Fiais da Telha:
  - Associação Recreativa e Desportiva de Fiais da Telha;
  - Clube Associativo de Caçadores e Pescadores do Concelho de Carregal do Sal;
- Oliveira do Conde:
  - Grupo Recreativo e Cultural “Zés Pereiras”;
  - Sociedade de Educação e Recreia de Oliveira do Conde;
- Oliveirinha:
  - Associação Recreativa e Cultural de Oliveirinha;
  - Núcleo Juvenil de Animação Cultural de Oliveirinha;
- Vila Meã:
  - Associação Jovem de Vila Meã;
  - Grupo Folclórico D` Alegria de Vila Meã;
- Travanca de São Tomé:
  - Associação para o Progresso de Travanca de São Tomé;

## Eventos
- Eventos gastronómicos:
  - Fiais da Telha:
    - Festival do Leitão, organizado pela Associação Recreativa e Desportiva de Fiais da Telha e a primeira edição ocorreu em 2015.
- Eventos musicais:
  - Oliveira do Conde:
    - Marchas populares (Final de junho), organizado pelo Grupo Recreativo e Cultural Zés Pereiras e conta com atuações de grupos da freguesia de Oliveira do Conde e de Beijós.
- Eventos culturais:
  - Alvarelhos:
    - Queima do Comadre, realiza-se quinta-feira antes do Carnaval e esta tradição faz lembrar as cantigas de escâmbio e de maldizer do século XIII.

  - Oliveira do Conde:
    - Festa das Colheitas (Primeiro fim de semana de Setembro), organizado pela Junta de Freguesia de Oliveira do Conde

  - Oliveirinha:
    - Palco para dois ou menos, festival de teatro organizado pela NACO e com atuações na antiga escola primária de Oliveirinha.
- Eventos religiosos:
  - Albergaria:
    - Festa em honra São João (24 de junho).

  - Alvarelhos:
    - Festa em honra Santo Aleixo, (último fim de semana de julho).

  - Fiais da Telha:
    - Festa em honra de Santo António (Segundo fim de semana de junho).

  - Oliveira do Conde:
    - Festa em honra Santo Amaro (Segundo fim de semana de Janeiro=.
    - Festa em honra S. Miguel Arcanjo (Finais de setembro).

  - Oliveirinha:
    - Festa em honra Senhora dos Prazeres (Segundo Domingo após a Páscoa).

  - Vila Meã:
    - Festa em honra São Domingos (Primeiro Domingo de Agosto).

  - Travanca de São Tomé:
    - Festa em honra São Tomé (Primeiro Domingo de Agosto), integrado nas Festas anuais da aldeia.

- Outros eventos:
  - Presépio de Natal, presépio fica exposta no centro da aldeia de Vila Meã ao longo de cada mês de dezembro e é organizado pelo Grupo Folclórico D’ Alegria de Vila Meã.

## Personalidades
- Atílio dos Santos Nunes (1938 - 2017), antigo político, presidente da Câmara Municipal de Carregal do Sal entre 1989 a 2013 e um dos responsáveis pela construção do IC12 (Santa Comba Dão - Canas de Senhorim).
- Comendador José Nunes Martins (1903 - 1981).

## Politica
- Junta de Freguesia de Oliveira do Conde:
  - 2021 a 2025:
    - Presidente de Junta, Carlos Manuel Bastos;
    - Secretária, João Borges de Campos;
    - Tesoureiro, Cátia Mendes;
- Assembleia de Freguesia de Oliveira do Conde:
  - 2021 a 2025:
    - Mesa da assembleia:
      - Presidente, Vítor Figueiredo;
      - Primeira secretária, Maria Ribeiro;
      - Segunda secretária, Joana Filipa Campos;

    - Elementos da assembleia:
      - Catarina Alexandra Borges;
      - Joana Sofia Nascimento;
      - Cristina Fernandes Campos;
      - Andreia Borges;
      - Miguel Vicente;

- Anteriores presidentes de Junta:
  - João Acácio Ferreira Bastos (PS) - 2013 a 2017
  - António de Sousa Borges (PS) - 2017 a 2021

## Obras e publicações
- Câmara Municipal Carregal do Sal, Os Edifícios Religiosos do Município de Carregal do Sal Guia Turístico - Cultural. Beiratipo, Lda. 2012. Consultado em 17 de Janeiro de 2024.
- Câmara Municipal Carregal do Sal, Roteiro turístico Solares e Casas Solarengas do Munícipio de Carregal do Sal. Morgráfica, Gráfica de Mortágua, 2015. Consultado em 17 de Janeiro de 2024.